# Guiglia
Guiglia är en ort och kommun i provinsen Modena i regionen Emilia-Romagna i Italien. Kommunen hade 3 907 invånare (2018).